# فرودگاه جرج داونر
فرودگاه جرج داونر (به انگلیسی: George Downer Airport) یک فرودگاه همگانی بهره‌برداری هوایی با کد یاتا AIV است که یک باند فرود آسفالت دارد. این فرودگاه در شهر آلیسویل کشور ایالات متحده آمریکا قرار دارد .